# 官浪辰夫
官浪 辰夫（かんなみ たつお、1952年 - ）は日本のデザインコンサルタント。大阪府出身。

## 人物・来歴
江戸時代の名跡、大坂屋久左衛門家の子孫。大坂屋は鉱山経営、両替、オランダ貿易を営んだ江戸時代の商家。創業者である初代久左衛門（1576 - 1668）から数えて14代目にあたる。

武蔵野美術大学造形学部産業デザイン学科（現在の空間演出デザイン学科）卒業。 
大学時代はオペラやバレエなどの舞台美術を学んだ。大学卒業後、株式会社官浪商品環境研究所（KDI）を設立し国際企業のデザイン戦略に携わる。

新事業、新ブランド開発に関わるブランディングも数多く手掛けアメリカやヨーロッパのアーティスト、デザイナー、建築家との提携プロジェクトの実績も豊富に持つ。

武蔵野美術大学大学院特別講師。 

アメリカの自然史やネイティブ・アメリカンの生活文化にも精通し旅情報をホームページで公開している。 

## 社会活動
- 一般社団法人日本空間デザイン協会（DSA）会長（2011年～）名誉会長（2017年～）
- 日本空間デザイン賞（DSA）審査委員長（2011年～2016年）
- 空間デザイン機構（KU/KAN）理事長（2014年～）理事（2016年～）
- 東京オリンピック・パラリンピック競技大会組織委員会ブランドアドバイザリーグループ[5]・メンバー（2016年～）
- 東京2020大会マスコット選考検討会議委員[6]（2017年～）
- EXPO 2025（大阪・関西万博）ロゴマーク デザイン審査員[7]（2019年～）